# Luis Venegas

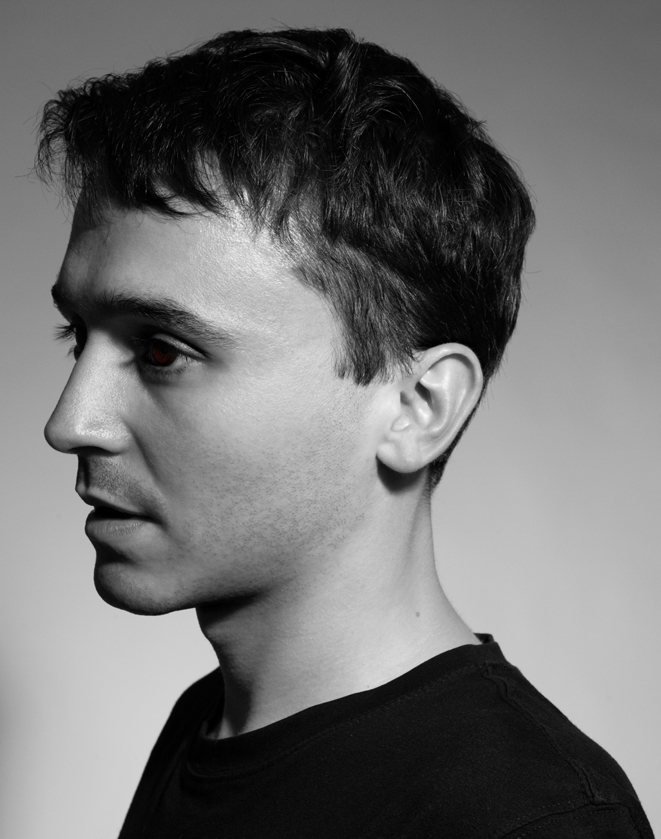
Retrato de Luis Venegas

Luis Venegas (nascido em 13 de março de 1979) é um criativo espanhol, editor de cinco revistas independentes de edição limitada: Fanzine137, EY! Magateen, Candy, The Printed Dog e EY! Boy. Como diretor criativo, já trabalhou com marcas de luxo como Loewe, Acne, Carolina Herrera e JWAnderson.

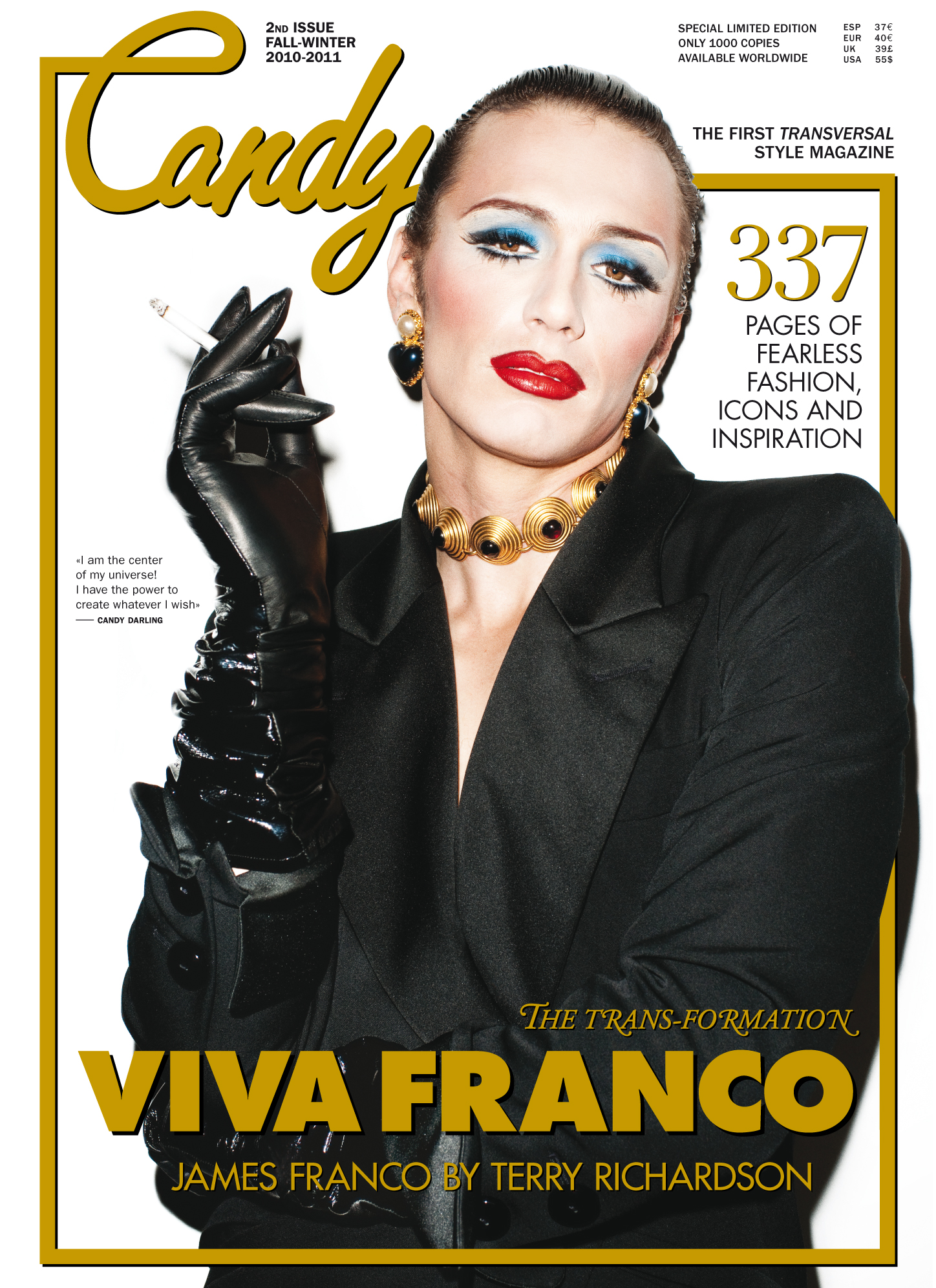
Capa da Candy com James Franco fotografado por Terry Richardson

Ao contrário de outras publicações associadas à comunidade LGBT, que geralmente defendem os direitos do ponto de vista político, Candy destaca-se por ser uma celebração do estilo de vida gay. Para Venegas, “Candy não tem nada a ver com direitos civis, mas acho que o facto de existir ajuda”. Numa entrevista ao The New York Times, Venegas clarificou a sua declaração:
“As revistas gay falam dos direitos das pessoas gay e das vitórias do movimento gay […] Nunca quis que Candy fosse assim. Quis que fosse como a Vogue. Há alguns grupos de pessoas para quem a moda, a maquilhagem e o cabelo são mais relevantes.”— Luis Venegas, The New York Times, 9 de dezembro de 2010

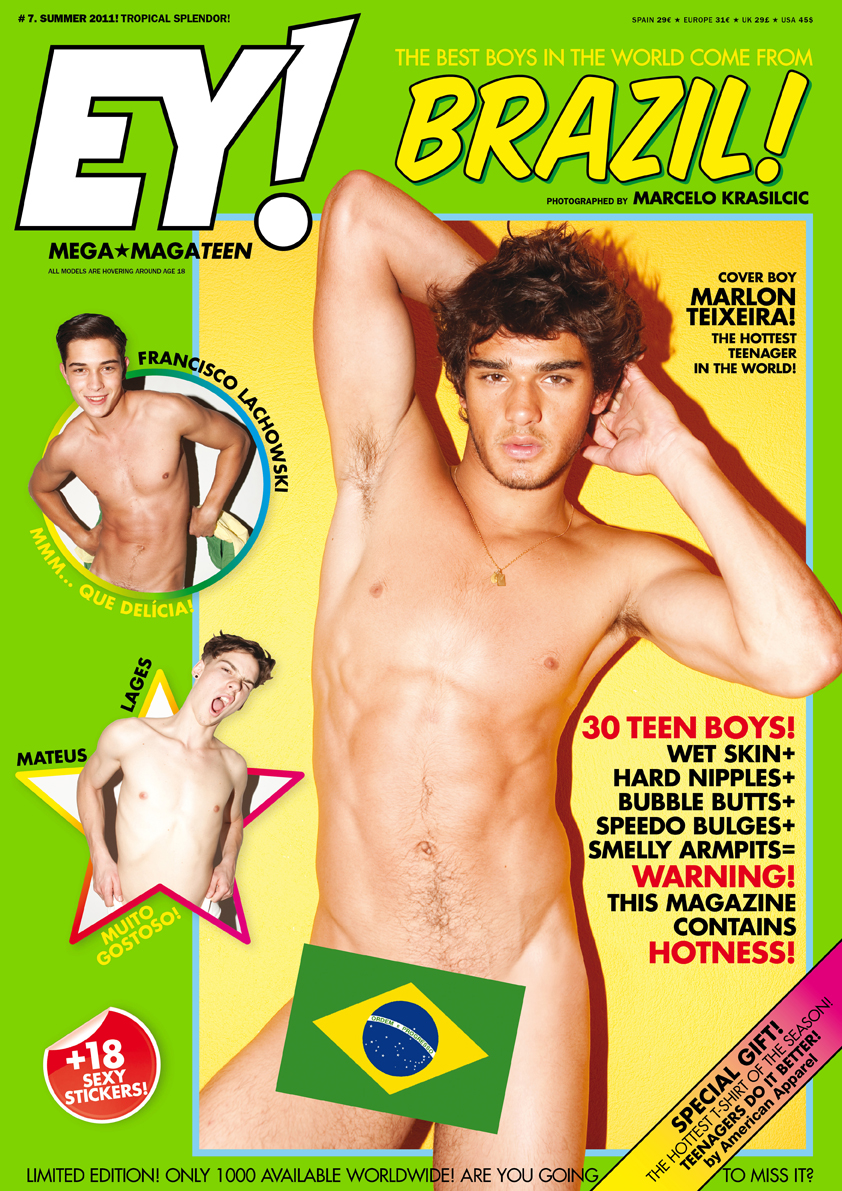
Capa da EY Magateen Brazil n.º 7, com Marlon Teixeira fotografado por Marcelo Krasilcic

Entre os contribuidores regulares de Candy, contam-se fotógrafos como Bruce Weber, Terry Richardson, Steven Klein, Tim Walker, David Armstrong, Ellen von Unwerth, Ryan McGinley, Walter Pfeiffer, Juan Gatti, Daniel Riera ou Danielle Levitt, e escritores como Tim Blanks, Derek Blasberg ou Hilton Als, entre outros.
 